# Ruben Kristiansen
Ruben Kristiansen (Bodø, 20 febbraio 1988) è un calciatore ed ex giocatore di calcio a 5 norvegese, difensore del Tromsø.

## Caratteristiche tecniche
Kristiansen è un terzino mancino, dotato di grande forza fisica e di un buon passo.

## Carriera

### Club
Kristiansen è passato dal Nordreisa allo Skjervøy prima dell'inizio del campionato 2007. Il giocatore vi ha militato per i successivi tre anni, tutti passati nella 3. divisjon.
Si è trasferito al Tromsdalen prima che cominciasse il campionato 2010. Ha esordito nella 1. divisjon in data 11 aprile 2010, subentrando a Vegard Lysvoll nella vittoria per 2-0 sul Løv-Ham. Il 6 giugno successivo è arrivata la prima rete, nella vittoria per 5-3 sul Mjøndalen. A fine anno, il Tromsdalen è retrocesso nella 2. divisjon, ma Kristiansen vi è rimasto in forza per un'altra stagione, che è culminata con una promozione. Il difensore è risultato essere uno degli elementi chiave di quella squadra. A partire dal mese di novembre 2011 ha iniziato a giocare nel Nordpolen, compagine di futsal, durante le soste invernali dei campionati norvegese.
Nel 2012, è stato ingaggiato dal Tromsø. Ha debuttato nell'Eliteserien il 22 aprile, sostituendo Hans Åge Yndestad nella sconfitta per 3-0 sul Rosenborg. Il 19 luglio ha giocato il primo incontro in Europa League, scendendo in campo in luogo di Steffen Nystrøm nel pareggio a reti inviolate contro l'Olimpia Lubiana. Il 12 agosto 2012, ha realizzato la prima rete nella massima divisione norvegese: è stato autore di un gol nella vittoria per 4-0 sullo Strømsgodset. Il 1º luglio 2013 ha rinnovato il contratto che lo legava al Tromsø per altri tre anni e mezzo. Alla fine del campionato 2013, la sua squadra è retrocessa nella 1. divisjon.
Il 31 marzo 2014, ha firmato ufficialmente un contratto triennale con il Vålerenga. Ha debuttato il 6 aprile successivo, schierato titolare nella vittoria per 3-1 sul Bodø/Glimt. È rimasto in forza al Vålerenga per circa una stagione e mezzo, totalizzando complessivamente 45 presenze tra campionato e coppa nazionale, senza realizzare alcuna marcatura.
Il 10 agosto 2015, Kristiansen è stato ufficialmente ingaggiato dal Brann, firmando un contratto valido per i successivi tre anni e mezzo. Ha scelto di indossare la maglia numero 21. Il 21 ottobre 2015, in virtù della vittoria del Sogndal sul Kristiansund nel recupero della 27ª giornata di campionato, il Brann ha matematicamente conquistato la promozione in Eliteserien con due giornate d'anticipo sulla fine della stagione.
Il 12 dicembre 2018 ha prolungato il contratto che lo legava al Brann per altre due stagioni.
Il 20 febbraio 2020 ha ulteriormente prolungato il contratto che lo legava al Brann, fino al 31 dicembre 2021. Il 27 ottobre 2021, ha raggiunto un nuovo accordo con il club, fino al 31 dicembre 2022. Al termine di quella stessa annata, il Brann è retrocesso in 1. divisjon.
Il 14 settembre 2022, Kristiansen ha firmato un nuovo contratto con il Brann, valido fino al 31 dicembre 2023. Alla fine di quella stessa stagione, ha contribuito al ritorno in Eliteserien della sua squadra.
Il 1º agosto 2023 ha prolungato ancora l'accordo con la squadra, per un'altra stagione.
Il 16 dicembre 2024 è stato ufficializzato il suo ritorno al Tromsø, per cui ha firmato un accordo annuale: il contratto sarebbe stato valido a partire da gennaio 2025, alla riapertura del calciomercato locale.

### Nazionale
È stato convocato dal commissario tecnico Egil Olsen in vista degli impegni amichevoli della Norvegia contro Sudafrica e Zambia. L'8 gennaio ha effettuato il suo esordio, subentrando a Lars-Christopher Vilsvik nella vittoria per 0-1 contro la Nazionale sudafricana.

## Statistiche

### Presenze e reti nei club
Statistiche aggiornate al 1º gennaio 2025.
| Stagione          | Club              | Campionato        | Campionato | Campionato | Coppe nazionali | Coppe nazionali | Coppe nazionali | Coppe continentali | Coppe continentali | Coppe continentali | Supercoppe | Supercoppe | Supercoppe | Totale | Totale |
| Stagione          | Club              | Comp              | Pres       | Reti       | Comp            | Pres            | Reti            | Comp               | Pres               | Reti               | Comp       | Pres       | Reti       | Pres   | Reti   |
| ----------------- | ----------------- | ----------------- | ---------- | ---------- | --------------- | --------------- | --------------- | ------------------ | ------------------ | ------------------ | ---------- | ---------- | ---------- | ------ | ------ |
| 2006              | Nordreisa         | 3D                | ?          | ?          | CN              | ?               | ?               | -                  | -                  | -                  | -          | -          | -          | ?      | ?      |
| 2007              | Skjervøy          | 3D                | ?          | ?          | CN              | ?               | ?               | -                  | -                  | -                  | -          | -          | -          | ?      | ?      |
| 2008              | Skjervøy          | 3D                | ?          | ?          | CN              | ?               | ?               | -                  | -                  | -                  | -          | -          | -          | ?      | ?      |
| 2009              | Skjervøy          | 3D                | ?          | ?          | CN              | ?               | ?               | -                  | -                  | -                  | -          | -          | -          | ?      | ?      |
| Totale Skjervøy   | Totale Skjervøy   | Totale Skjervøy   | ?          | ?          |                 | ?               | ?               |                    | -                  | -                  |            | -          | -          | ?      | ?      |
| 2010              | Tromsdalen        | 1D                | 18         | 2          | CN              | 3               | 0               | -                  | -                  | -                  | -          | -          | -          | 21     | 2      |
| 2011              | Tromsdalen        | 2D                | ?          | ?          | CN              | ?               | ?               | -                  | -                  | -                  | -          | -          | -          | ?      | ?      |
| Totale Tromsdalen | Totale Tromsdalen | Totale Tromsdalen | ?          | ?          |                 | ?               | ?               |                    | -                  | -                  |            | -          | -          | ?      | ?      |
| 2012              | Tromsø            | ES                | 16         | 1          | CN              | 6               | 0               | UEL                | 6                  | 0                  | -          | -          | -          | 28     | 1      |
| 2013              | Tromsø            | ES                | 27         | 0          | CN              | 2               | 0               | UEL                | 13                 | 0                  | -          | -          | -          | 42     | 0      |
| mar.-dic. 2014    | Vålerenga         | ES                | 26         | 0          | CN              | 2               | 0               | -                  | -                  | -                  | -          | -          | -          | 28     | 0      |
| gen.-ago. 2015    | Vålerenga         | ES                | 16         | 0          | CN              | 1               | 0               | -                  | -                  | -                  | -          | -          | -          | 17     | 0      |
| Totale Vålerenga  | Totale Vålerenga  | Totale Vålerenga  | 42         | 0          |                 | 3               | 0               |                    | -                  | -                  |            | -          | -          | 45     | 0      |
| ago.-dic. 2015    | Brann             | 1D                | 12         | 2          | CN              | -               | -               | -                  | -                  | -                  | -          | -          | -          | 12     | 2      |
| 2016              | Brann             | ES                | 28         | 0          | CN              | 0               | 0               | -                  | -                  | -                  | -          | -          | -          | 28     | 0      |
| 2017              | Brann             | ES                | 28         | 1          | CN              | 2               | 0               | UEL                | 2                  | 0                  | SN         | 1          | 0          | 33     | 1      |
| 2018              | Brann             | ES                | 13         | 0          | CN              | 0               | 0               | -                  | -                  | -                  | -          | -          | -          | 13     | 0      |
| 2019              | Brann             | ES                | 28         | 0          | CN              | 0               | 0               | UEL                | 2                  | 0                  | -          | -          | -          | 30     | 0      |
| 2020              | Brann             | ES                | 21         | 0          | -               | -               | -               | -                  | -                  | -                  | -          | -          | -          | 21     | 0      |
| 2021              | Brann             | ES                | 26         | 1          | CN              | 2               | 0               | -                  | -                  | -                  | -          | -          | -          | 28     | 1      |
| 2022              | Brann             | 1D                | 30         | 0          | CN              | 2               | 0               | -                  | -                  | -                  | -          | -          | -          | 32     | 0      |
| 2023              | Brann             | ES                | 13         | 0          | CN              | 1               | 0               | UECL               | 4                  | 0                  | -          | -          | -          | 18     | 0      |
| 2024              | Brann             | ES                | 29         | 0          | CN              | 1               | 0               | UECL               | 6                  | 0                  | -          | -          | -          | 36     | 0      |
| Totale Brann      | Totale Brann      | Totale Brann      | 228        | 4          |                 | 8               | 0               |                    | 14                 | 0                  |            | 1          | 0          | 250    | 4      |
| 2025              | Tromsø            | ES                | 0          | 0          | CN              | 0               | 0               | -                  | -                  | -                  | -          | -          | -          | 0      | 0      |
| Totale Tromsø     | Totale Tromsø     | Totale Tromsø     | 43         | 1          |                 | 8               | 0               |                    | 19                 | 0                  |            | -          | -          | 70     | 1      |
| Totale            | Totale            | Totale            | ?          | ?          |                 | ?               | ?               |                    | 29                 | 0                  |            | 1          | 0          | ?      | ?      |

### Cronologia presenze e reti in nazionale
| Cronologia completa delle presenze e delle reti in nazionale ― Norvegia | Cronologia completa delle presenze e delle reti in nazionale ― Norvegia | Cronologia completa delle presenze e delle reti in nazionale ― Norvegia | Cronologia completa delle presenze e delle reti in nazionale ― Norvegia | Cronologia completa delle presenze e delle reti in nazionale ― Norvegia | Cronologia completa delle presenze e delle reti in nazionale ― Norvegia | Cronologia completa delle presenze e delle reti in nazionale ― Norvegia | Cronologia completa delle presenze e delle reti in nazionale ― Norvegia |
| Data                                                                    | Città                                                                   | In casa                                                                 | Risultato                                                               | Ospiti                                                                  | Competizione                                                            | Reti                                                                    | Note                                                                    |
| ----------------------------------------------------------------------- | ----------------------------------------------------------------------- | ----------------------------------------------------------------------- | ----------------------------------------------------------------------- | ----------------------------------------------------------------------- | ----------------------------------------------------------------------- | ----------------------------------------------------------------------- | ----------------------------------------------------------------------- |
| 8-1-2013                                                                | Città del Capo                                                          | Sudafrica                                                               | 0 – 1                                                                   | Norvegia                                                                | Amichevole                                                              | -                                                                       | 87’                                                                     |
| 12-1-2013                                                               | Ndola                                                                   | Zambia                                                                  | 0 – 0                                                                   | Norvegia                                                                | Amichevole                                                              | -                                                                       |                                                                         |
| 11-6-2013                                                               | Oslo                                                                    | Norvegia                                                                | 2 – 0                                                                   | Macedonia                                                               | Amichevole                                                              | -                                                                       | 46’                                                                     |
| 18-1-2014                                                               | Abu Dhabi                                                               | Polonia                                                                 | 3 – 0                                                                   | Norvegia                                                                | Amichevole                                                              | -                                                                       | 72’                                                                     |
| Totale                                                                  |                                                                         | Presenze                                                                | 4                                                                       |                                                                         | Reti                                                                    | 0                                                                       |                                                                         |

## Palmarès

### Club

#### Competizioni nazionali
- 1. divisjon: 1

Brann: 2022
- Coppa di Norvegia: 1

Brann: 2022-2023